# Religiosam vitam

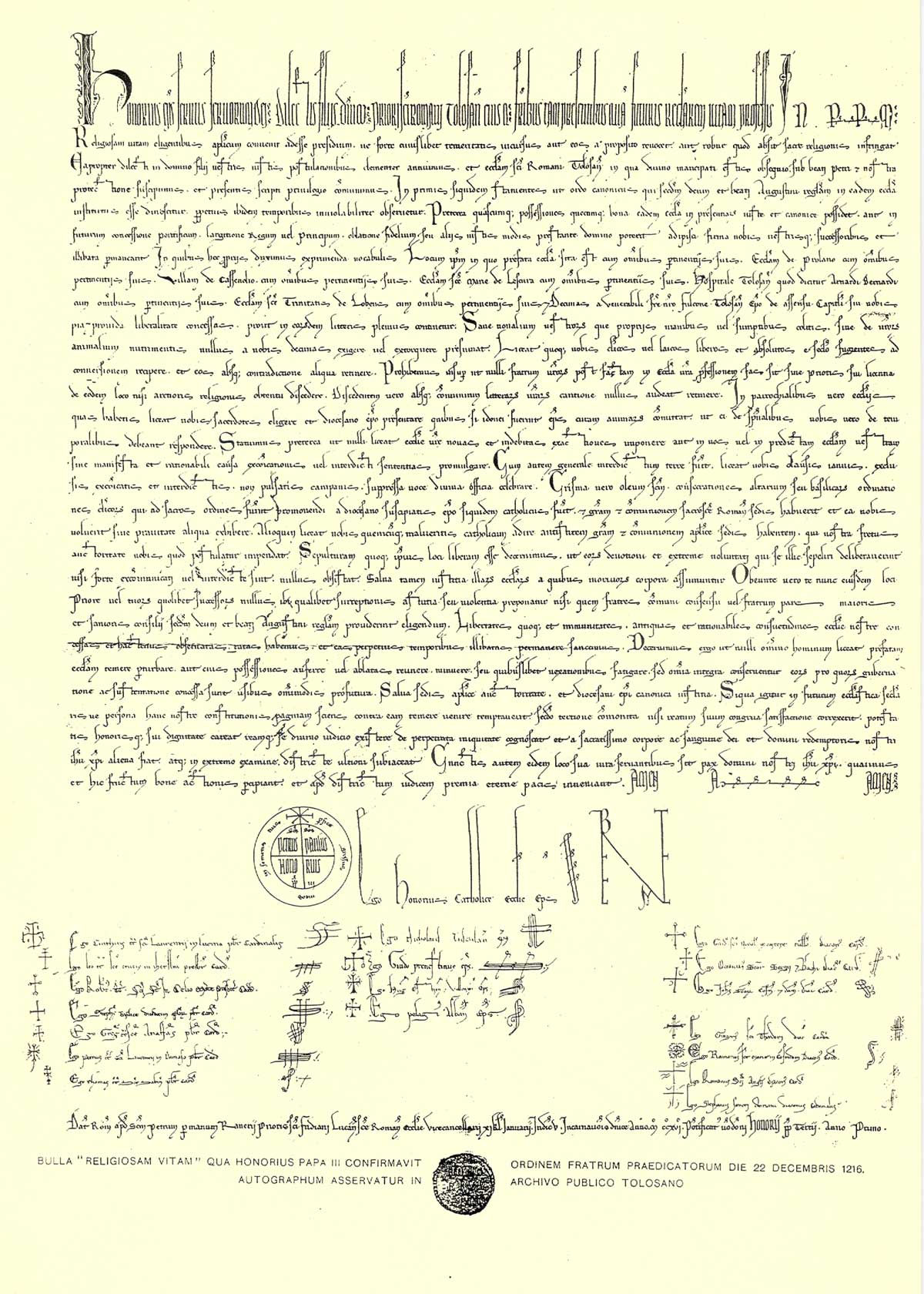
Текст Religiosam vitam.

Religiosam vitam (лат. «Религиозной жизнью») — булла, изданная 22 декабря 1216 года папой Гонорием III и адресованная монаху Доминику де Гусману Гарсесу. В ней понтифик даровал полное признание и устав святого Августина основанному в 1214 году братству, впоследствии ставшему известным как Доминиканский орден. Кроме того, ордену была передана церковь святого Романа, в которой сообщество сформировалось изначально, и хоспис в Тулузе, монастырь в Лангедоке, церковь святой Марии в Лескюре, Святой Троицы в Лубане, а также все десятины, уже переданные братству епископом Тулузы Фолькетом Марсельским.